# 真理部

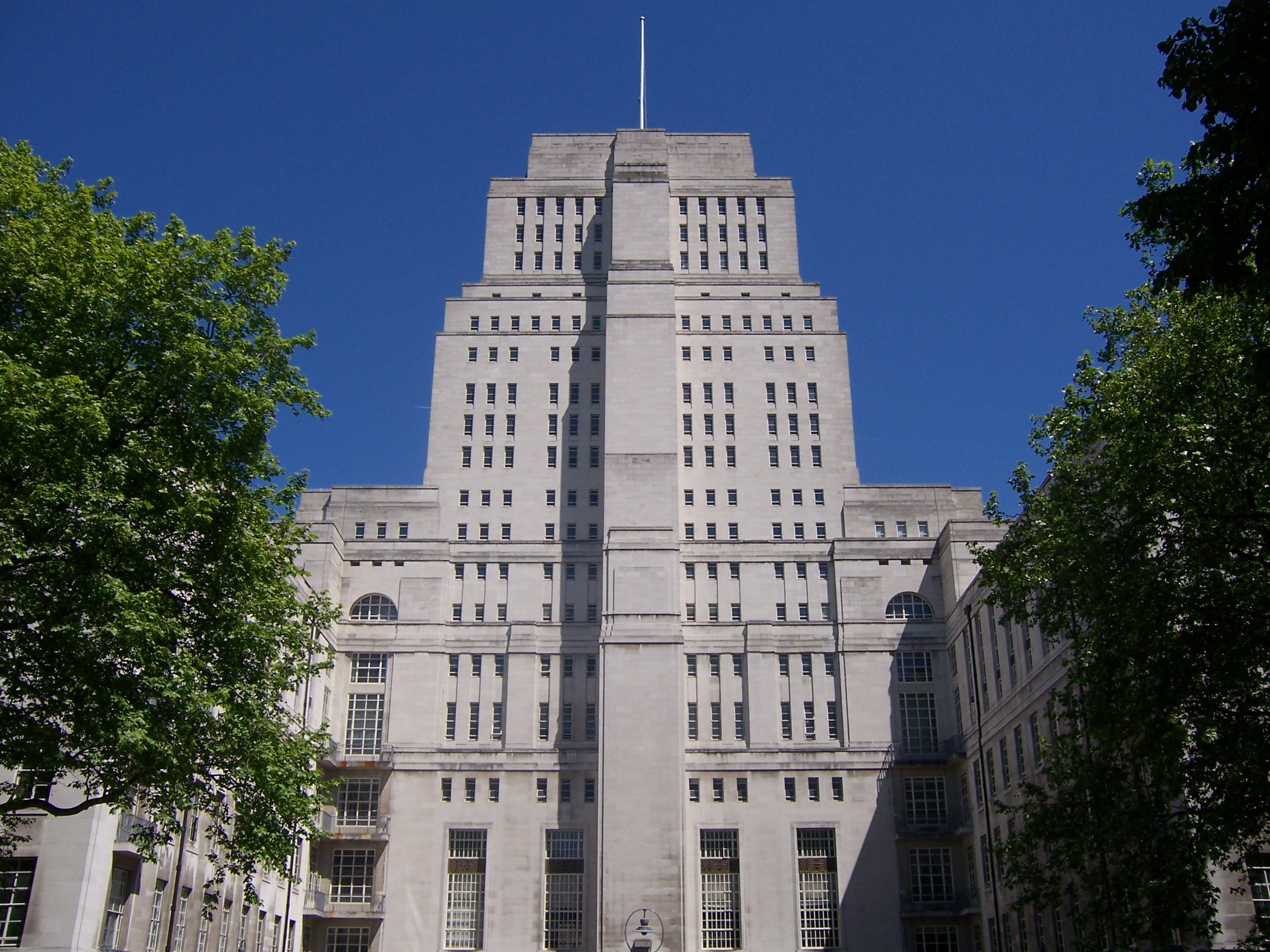
伦敦大学议事大楼，二战时英国信息部所在地。奥威尔曾在此工作并将其作为真理部的原型。

真理部（英語：Ministry of Truth），新語略作真部（Minitrue）是英國作家喬治·奧威爾所著政治諷刺小說《一九八四》中的大洋國四大政府機構之一。主角溫斯頓·史密斯（Winston Smith）就在真部上班。和其他三個部門一樣，這個部門的處理事務與部名截然相反。真理部主要負責根據現實和宣傳需要，改寫歷史文獻，報紙，和文學著作。不過，冠以真理也有深層含義，那就是以強權人為地強行偽造「真理」。

## 建築描述
真理部建築座落在大洋國第一空降場（倫敦），整體成金字塔型，高300米，白色水泥牆面上寫著英社的口號——「戰爭即和平；自由即奴役；無知即力量。」建築地上部分有3000餘房間，也配有與其相當的地下部分，是忘懷洞的位置。

## 使命
真部管理新聞、娛樂、和文學。
- 紀錄司（Records Department）（新語：紀司／）

負責修改文獻。如，老大哥曾預言南亞無戰事，歐亞國將在北非發動攻勢，並發表於《泰晤士報》。而三個星期後，歐亞國在印度進攻大洋國，沒有選擇北非。於是真理部會找出并收回當天的《泰晤士報》，修改老大哥的預言，以使老大哥永遠是正确的。
- 文學司（Fiction Department）（新語：文司／）

負責維護小說創作機器，並將古典名著翻譯為新語。
- 電訊司（Tele-programmes Department）（新語：電司／）
- 研究司（Research Department）（新語：研司／）

負責編寫新語，目標在2050年消滅一切有關舊語的知識。截至1984年，已出到新語第十一版。
- 宣傳司（Propaganda Department）（新語：宣司／）
- 音樂司（Music Department）（新語：音司／）

可能不屬於真理部。

## 现實中的“真理部”

### 中國大陆
- 出于对审查制度的不满，一些中國大陆網民把中共中央宣传部、国务院新闻办公室、国家互联网信息办公室等一系列言論審查機構戲稱為“真理部”[1]。2014年腾讯网编辑张贾龙因在網上公佈腾讯网所收到的“真理部”指令，而被解僱。[2]

### 香港
- 2020年，由於香港電台一些如，頭條新聞、左右紅藍綠等的節目內容有爭議性，令其被一些親中團體左右夾攻，最終港台被時任商務及經濟發展局局長邱騰華發聲明要求指其需停止相關製作節目[3]，而被網民稱局長是要港台成爲中国政府喉舌而被稱爲「真理部」。
- 2020年，香港教育局於去年推出「專業諮詢服務」並在審查相關高中通識教科書裏的內容後，出版社被要求刪去書中「三權分立」以及批評或諷刺政權的內容，有在通識書中的示威者抗爭圖片亦於審查後被刪除，部分香港市民認為教育局已成為現實中的真理部，職責變為維護政權穩定，而教材審查亦使通識科成為變相國民教育科，失去教導學生批判性思維的作用。[4][5]